# Premi Lumière 2003
La cerimonia di premiazione dell'8ª edizione dei Premi Lumière si è svolta il 14 febbraio 2003 al Forum des Images di Parigi. È stata presieduta da Carole Laure e presentata da Frédéric Mitterrand.
È stato reso omaggio a Daniel Toscan du Plantier, fondatore dei Premi Lumière con il giornalista statunitense Edward Behr, scomparso l'11 febbraio 2003.
A partire da questa edizione il premio per il miglior film straniero (meilleur film étranger) è stato sostituito dal premio per il miglior film francofono (meilleur film francophone).

## Vincitori
- Miglior film: Amen. (Amen), regia di Constantin Costa-Gavras
- Miglior regista: François Ozon - 8 donne e un mistero (8 Femmes)
- Miglior attrice: Isabelle Carré - Il ricordo di belle cose (Se souvenir de belles choses)
- Miglior attore: Jean Rochefort - L'uomo del treno (L'homme du train)
- Migliore sceneggiatura: Cédric Klapisch - L'appartamento spagnolo (L'auberge espagnole)
- Migliore promessa femminile: Cécile De France - L'appartamento spagnolo (L'auberge espagnole)
- Migliore promessa maschile: Gaspard Ulliel - Embrassez qui vous voudrez
- Miglior film francofono: Il figlio (Le Fils) di Jean-Pierre e Luc Dardenne